# Pezotmethis karatavicus
Pezotmethis karatavicus är en insektsart som först beskrevs av Boris Petrovich Uvarov 1912.  Pezotmethis karatavicus ingår i släktet Pezotmethis och familjen Pamphagidae.

## Underarter
Arten delas in i följande underarter:
- P. k. pylnovi
- P. k. karatavicus